# TRON (команда)
TRON — команда отладки в старых диалектах языка программирования BASIC. Является сокращением от TRace ON.

## Описание
Команда использовалась в основном для отладки пронумерованных строк BASIC — GOTO и GOSUB. В текстовых средах, таких как TRS-80 или DOS, выводила на экран номер текущей выполняемой строки. В оконной среде, когда команда TRON была выполнена, окно указывало номер строки, выполняемой в тот момент. Противоположность этой команды — TROFF или TRace OFF, используемая для отключения трассировки команд.
TRON и TROFF стали устаревшими с появлением многозадачных оконных сред, которые позволяют разработчику переключаться между выводом программы и исходным кодом. Современные IDE используют это преимущество, чтобы обеспечить гораздо более сложную отладку, например пошаговое выполнение исходного кода построчно, проверка/изменение переменных и так далее. В результате TRON/TROFF больше не поддерживаются большинством современных диалектов BASIC, включая Microsoft Visual Basic.